# Chevrolet Equinox
O Equinox é um SUV de porte médio da Chevrolet, introduzido em 2004 como modelo de 2005.

## Primeira Geração (2005–2009)

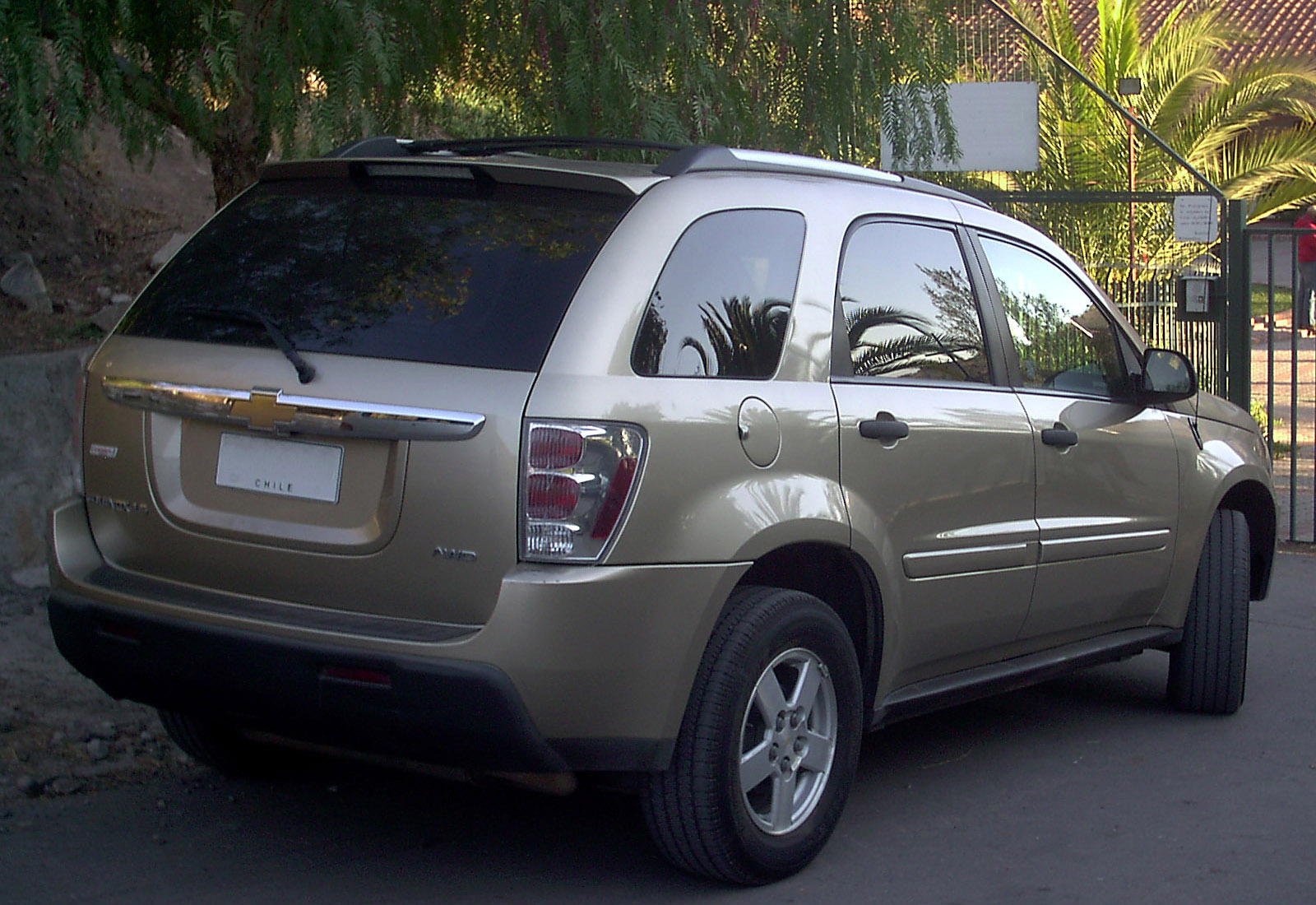
Chevrolet Equinox LS AWD 2006

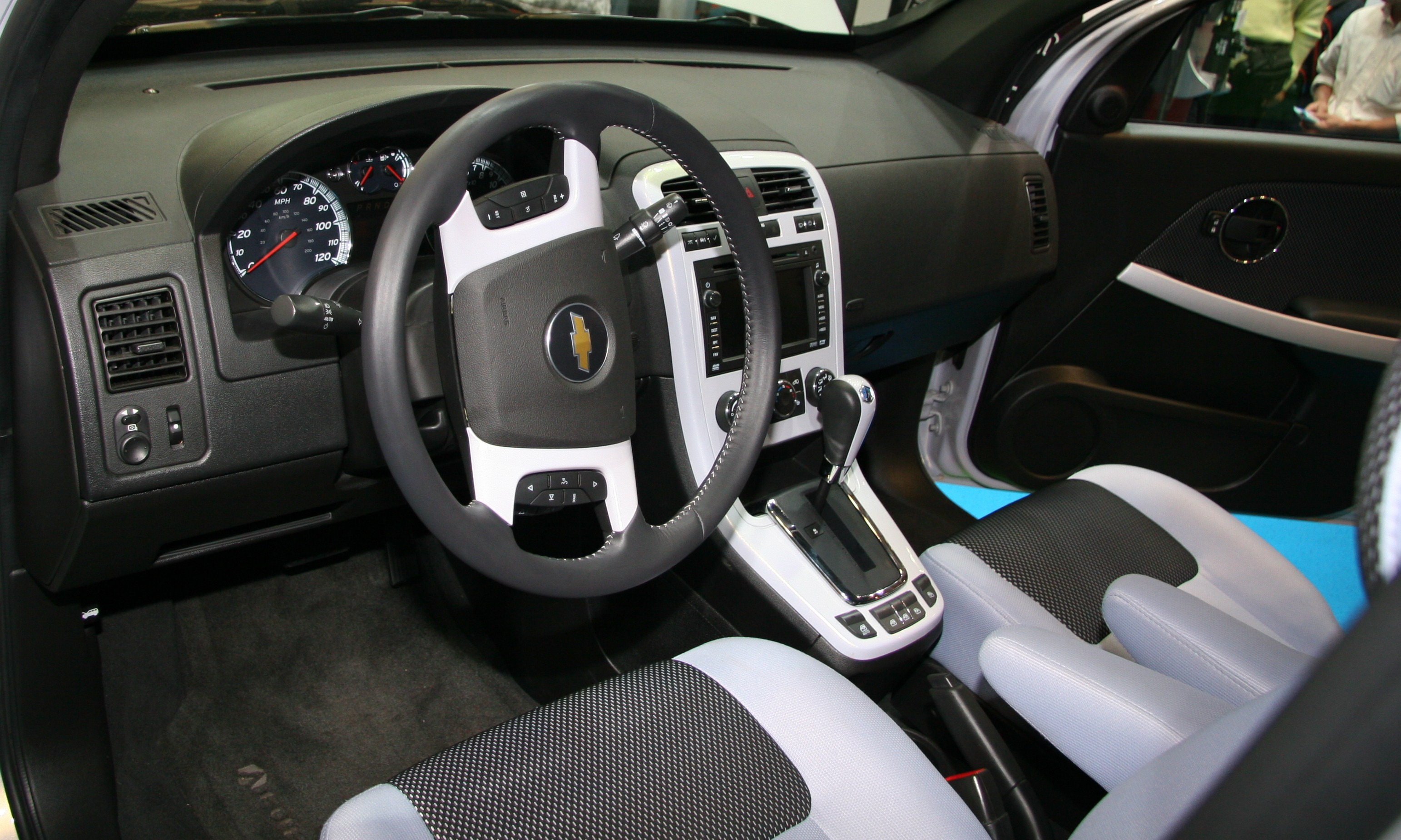
Interior

O Chevrolet Equinox foi introduzido em 2004 como modelo de 2005. Originalmente, o Equinox foi exibido no Salão do Automóvel de Detroit de 2003.
A tração dianteira é padrão, com tração nas quatro rodas opcional. Ele não é projetado para off-road, como o Chevrolet Tahoe e o Chevrolet TrailBlazer.
Para o modelo 2006, a GM atualizou o Equinox pela primeira vez, adicionando crachás GM nas portas da frente, bem como recolorindo o painel do painel de cinza para preto.
A primeira geração do Equinox foi produzida exclusivamente na fábrica da joint venture CAMI Automotive GM / Suzuki em Ingersoll, Ontário, Canadá. O motor 3.4 L LNJ V6 é fabricado na China (pela Shanghai GM), enquanto a transmissão Aisin AF33 é feita no Japão. A partir do modelo de 2008, o Equinox Sport estava disponíveis com um motor V6 de 3,6 L fabricado nos Estados Unidos. A produção terminou em maio de 2009.
O Chevrolet Equinox não foi vendido no México durante o ano de 2009.

### Versão Sport
Para os anos de modelo de 2008 e 2009, GM ofereceu versões mais esportivas do Equinox; chamado Sport. Apresentando o novo motor 3.6 LY7 DOHC V6 emparelhado com uma nova transmissão automática de 6 velocidades (com capacidade de mudança manual Tap Up / Down). Este motor maior e mais potente (264 hp (197 kW) ou 40% de aumento) permitiu a aceleração de 0 a 60 mph (97 km / h) em menos de sete segundos.
Esse modelo também receberam uma altura de descida reduzida de 1 pol (25 mm) com uma suspensão ajustada para desempenho e kits exclusivos de carroceria frontal e traseira. A postura mais baixa é acentuada pelas rodas cromadas de 5 raios de 18 polegadas e a ausência do rack de teto, proporcionando um fluxo de design mais suave em comparação com os modelos padrão.
Os recursos opcionais incluem sistema de navegação, bancos de couro esportivos aquecidos, sistema de entretenimento em DVD, teto solar e tração nas quatro rodas. A GM declarou que o Equinox Sport foi o primeiro veículo a refletir seus padrões de nomenclatura mais cautelosos. Em vez de usar o emblema Super Sport como no passado em veículos de alto desempenho (como este), a GM optou por reservar a nomenclatura da SS para modelos especiais dignos de seu nome.

### Equinox LTZ
É diferenciado por suas rodas de alumínio de 17 polegadas cromadas, maçanetas cromadas brilhantes e inserções de trilhos laterais de bagageiro de cromo brilhante. Os recursos internos padrão incluem assentos dianteiros aquecidos, inserções de assento de couro, airbags de impacto lateral de cortina de cabeça, estéreo AM / FM com cambiador de CD com seis discos no painel e capacidade de reprodução de CD MP3 e um sistema de áudio Pioneer premium de sete alto-falantes. O Equinox LTZ veio com o mesmo pacote de passeio e manuseio que os modelos LS e LT.

### Recursos do modelo 2008
As mudanças nos modelos 2008 do Equinox incluíram a realocação da leitura da bússola do espelho retrovisor interno para o centro de informações do motorista (em modelos equipados) e três novas cores externas: azul marinho metálico, granito preto metálico e dourado metálico .
OnStar foi o padrão no Equinox 2008. Este sistema incluiu o sistema de navegação GPS Turn-by-Turn, o primeiro sistema de navegação GPS totalmente integrado de fábrica da OnStar. Os modelos de 2008 incluíam um pacote aprimorado de condução e manuseio com choques mais rígidos, buchas e taxas de mola ajustadas. Freios a disco nas quatro rodas com ABS e sistema de monitoramento de pressão dos pneus eram padrão.
Foi introduzido um Controle Eletrônico de Balanço que foi integrado ao sistema StabiliTrak padrão. Isso pode detectar a ocorrência de balanço de reboque que pode ser causado por equilíbrio de peso do reboque inadequado ou velocidade excessiva do veículo. Se o atrelado começar a balançar, o StabiliTrak aplicará os travões individualmente, independentemente do controlador que controla o pedal do travão, para ajudar a estabilizar o veículo. Sob essas condições, uma luz piscará para sinalizar ao motorista para reduzir a velocidade do veículo. Se a oscilação do reboque continuar, o sistema reduzirá o torque do motor para reduzir a velocidade do veículo.
Os airbags laterais da cortina da cabeça eram opcionais.

### Edição especial com tema olímpico
Para o modelo de 2008, em homenagem aos Jogos Olímpicos de Inverno de Vancouver 2010, o Equinox recebeu uma edição especial; o Team Canada Edition. Este pacote adicionou rodas cromadas, teto solar, sistema de som premium e crachás especiais. Estas versões foram vendidas apenas no Canadá.

## Segunda Geração (2010–2017)

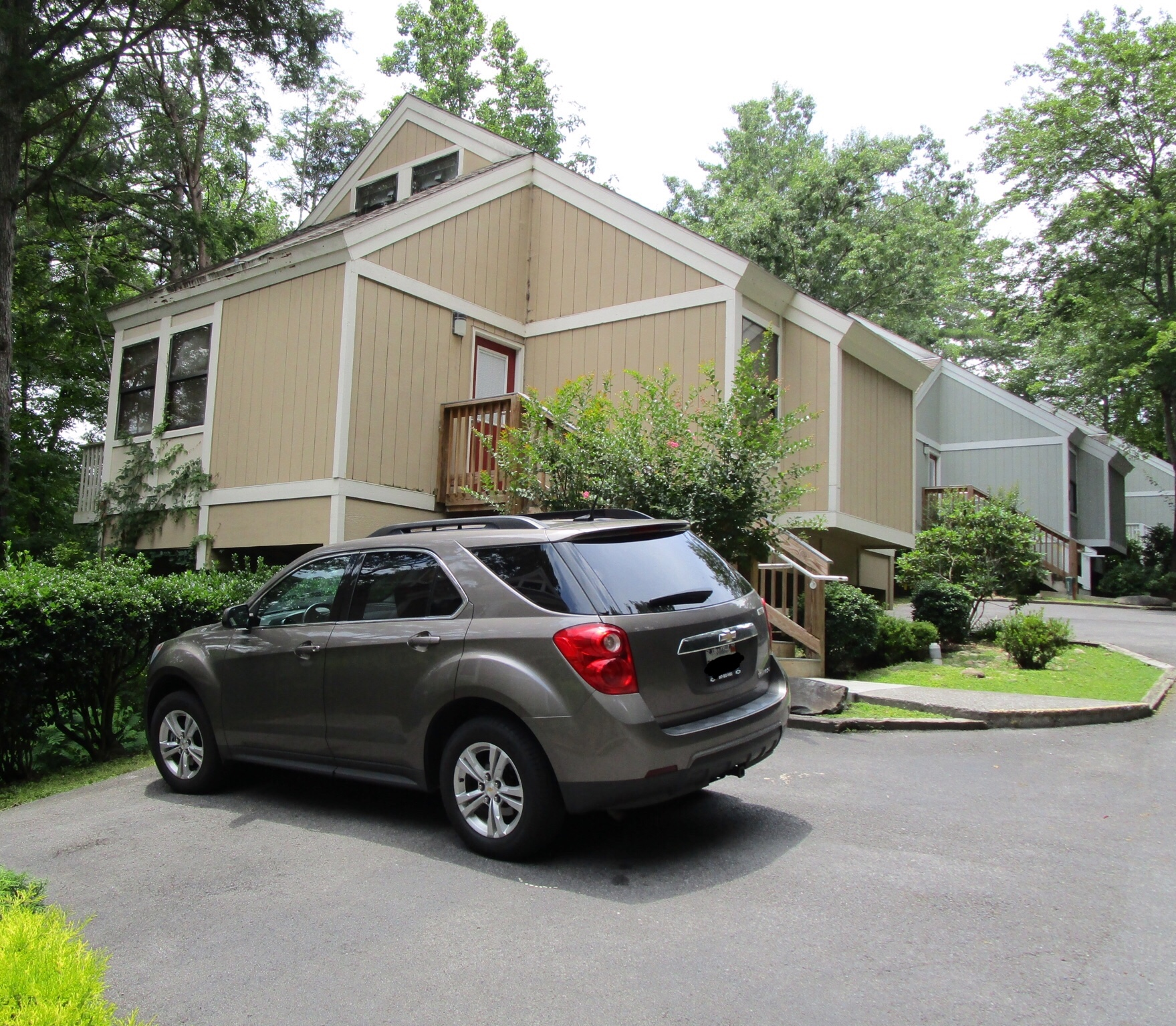
Chevy Equinox

A segunda geração do Equinox foi anunciada pela GM em 21 de dezembro de 2008 e estreou no Salão do Automóvel Internacional Norte Americano de 2009 em Detroit. O Equinox 2010 foi colocado à venda em junho de 2009. Ele foi construído em uma versão rígida da mesma plataforma "Theta" usada no modelo anterior. A segunda geração do Equinox foi construída com um par de motores de injeção direta de gasolina atualizados, com melhor economia de combustível reivindicada pela GM. Modelos anteriores de 2010 tinham os crachás GM nas portas da frente, mas foram posteriormente excluídos.
A comercialização do Chevrolet Equinox foi retomada no México no final de novembro de 2009, como modelo de 2010, após um ano de ausência. As vendas do Chevrolet Equinox para o México foram interrompidas após o modelo de 2011. No entanto, em outubro de 2015, o Equinox foi reintroduzido no México para substituir o Captiva Sport no modelo de 2016.
A segunda geração do Equinox está disponível como padrão com um motor I4 de 2,4 litros produzido em Tonawanda, Nova York e Spring Hill, Tennessee, com um motor V6 de 3,0 litros disponível como opção. Ambos os powertrains contêm seis velocidades automáticas e sistemas opcionais de tração nas quatro rodas, com tração dianteira sendo padrão.
A segunda geração do Equinox é o terceiro veículo mais vendido da Chevrolet na América do Norte, depois do Silverado e do Cruze, respectivamente.

### Mudanças anuais

#### 2013
Para o modelo de 2013, um novo 3.6L V-6 de injeção direta ficou disponível nos modelos LT e LTZ, fornecendo 301 cavalos de potência (225 kW) e 272 lb.-ft. de torque (369 Nm). Este motor oferece 14% a mais de potência e 22% a mais de torque do que o 3.0L V-6 anterior, com a mesma economia de combustível estimada pela EPA. Um novo pacote de suspensão FE2 foi oferecido, combinado com o 3.6L V-6 e embalado com 18 polegadas ou 19 polegadas cromada em modelos LTZ. O modelo de 2013 introduziu o sistema de telemática Chevrolet MyLink no Equinox.
Novos recursos adicionais para os modelos de 2013 incluíram um sistema de entretenimento DVD para dois jogadores, um pacote de conveniência Power, um pacote de segurança com sistema de aviso de partida de pista, aviso de colisão frontal e assistência de estacionamento traseiro, além de três novas cores externas; Champagne Silver Metallic, Atlantis Metálico e Tungstênio Metálico.

#### 2014
Para o modelo de 2014, as rodas cromadas tornaram-se padrão nos modelos LTZ, e duas novas cores exteriores, Red Rock Metallic e Silver Topaz Metallic, ficaram disponíveis.

#### 2015
O modelo 2015 viu a adição do OnStar com 4G LTE e hotspot Wi-Fi integrado, que incluiu um teste de dados de 3 GB / três meses, padrão nos modelos LT e LTZ, com navegação disponível em LTZ e 2LT. Blue Velvet Metallic e Sea Grass Metallic foram adicionados à lista de cores exteriores disponíveis.

#### 2016

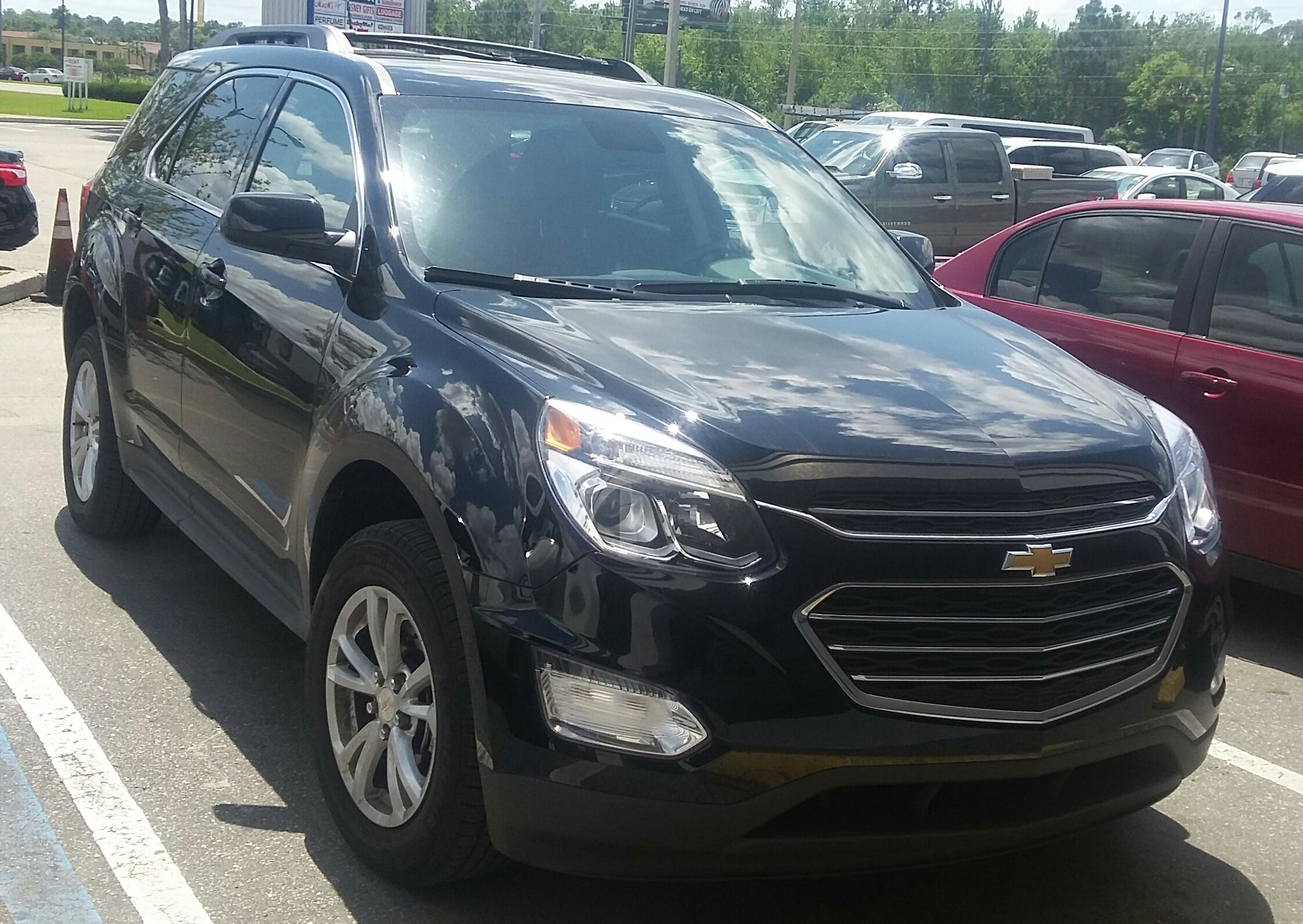
Chevy Equinox 16

Para 2016, o Chevrolet Equinox recebeu sua primeira atualização no meio do ciclo juntamente com seu primo GMC Terrain, que foi revelado no Salão do Automóvel de Chicago 2015 em 12 de fevereiro de 2015. O renovado Equinox recebeu uma nova grade, faróis dianteiros e frontais também como luzes traseiras retrabalhadas. No interior, o Equinox ganhou um novo seletor de marchas, uma segunda prateleira de armazenamento embaixo do painel, bem como a exclusão dos botões de trava da porta do painel. Um novo nível de acabamento, L, foi introduzido como o nível de base, como LS foi feito o segundo nível, seguido por LT e outro novo nível de acabamento Premier (substituindo LTZ para 2017). Ambos os acabamentos de nível LT1, LT2 e LTZ foram descontinuados. Premier tomou o lugar de LTZ.
Mais recursos estão nos revestimentos LTZ e LS, enquanto LT permanece inalterado a partir de 2015. No entanto, o recurso de exclusão OnStar foi removido juntamente com a descontinuação de cinco paladares de cores, o sistema de áudio CD / AM / FM / MP3 / WMA sistema de entretenimento e um conjunto de rodas cromadas de 19 polegadas. Em seu lugar estão o sistema Chevrolet MyLink que se tornou padrão em todos os acabamentos, quatro novos paladares de cor e novos revestimentos de roda de 17 e 18 polegadas.

## Terceira Geração (2017–presente)

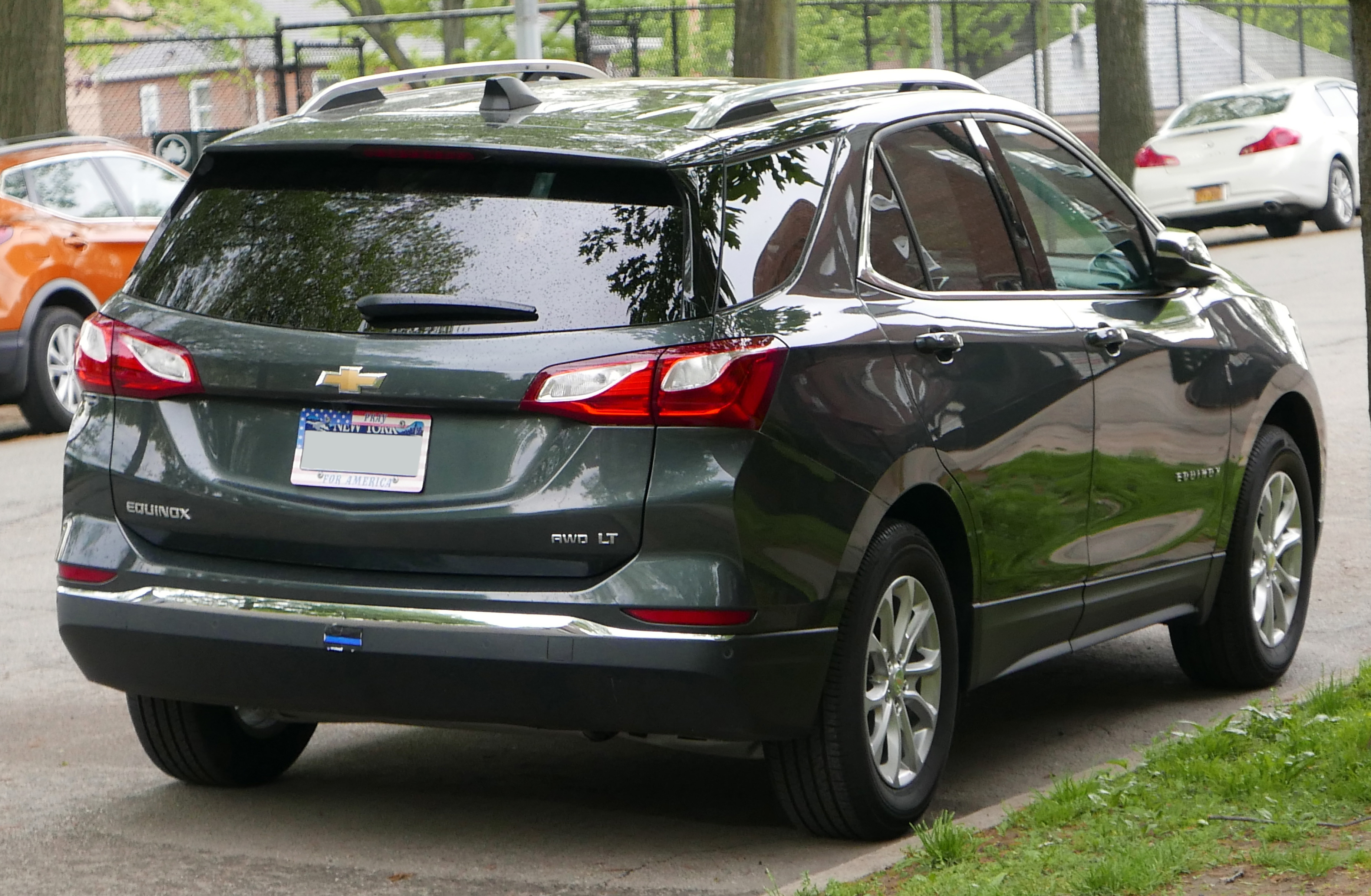
Chevrolet Equinox 2017

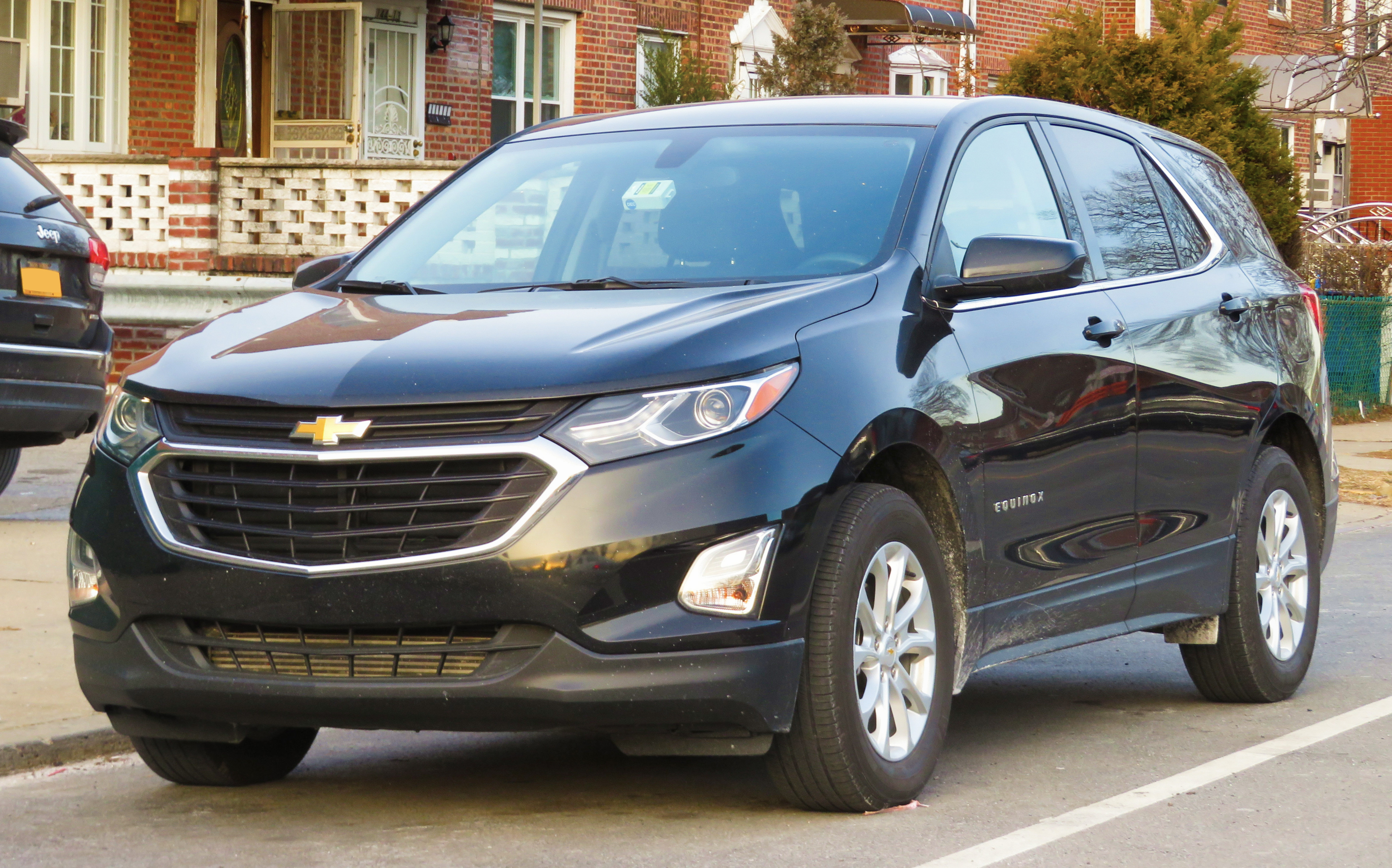
Chevy Equinox 2018

A Chevrolet revelou o Equinox de terceira geração no equinócio de outono em 22 de setembro de 2016. Variantes movidas a gasolina do Chevrolet Equinox 2018 foram colocadas à venda no início de 2017, enquanto variantes movidas a diesel chegaram no outono de 2017.
A terceira geração do Equinox está disponível com até três opções de motor. Os motores a gasolina são idênticos ao Chevrolet Malibu 2016: um motor 1.5 litros de quatro cilindros em linha (I4) que produz 170 cavalos de potência (menos 12 cavalos do que o motor 2.4L do Equinox anterior, mas mais torque), um motor 2.0 I4 turboalimentado que produz 252 cavalos de potência (48 cv menos do que o motor 3.6L V6 no Equinox anterior), ou um motor 1.6L turbo diesel I4 que produz 136 cv (este último também estará disponível nos futuros modelos Chevrolet Cruze). A opção do motor 3.6L V6 não avançou para a terceira geração. A unidade 2.0L também será emparelhada com uma transmissão automática de nove velocidades.
Os novos recursos de segurança introduzidos na Equinox de terceira geração incluem uma câmera de visão surround, aviso de colisão frontal, frenagem automática de baixa velocidade, um Safety Alert Seat que usa pulsos de vibração para ajudar a alertar o motorista e evitar acidentes, bem como um banco traseiro Sistema de alerta que alerta os motoristas que abriram a porta traseira no início de uma viagem para verificar o banco de trás assim que chegam ao seu destino, um recurso introduzido pela primeira vez no 2017 GMC Acadia.
A terceira geração do Equinox também introduziu um novo sistema AWD da GKN Driveline, que permite ao motorista desengatar o eixo de transmissão para reduzir o atrito e a inércia rotacional durante os períodos em que o AWD não é necessário. Após o modelo de 2019, a AWD não era mais oferecida para o Equinox movido a diesel, devido à baixa demanda do consumidor.

### Níveis de acabamento
A Chevrolet lançou especificações preliminares para o Equinox de 2018. A terceira geração do Equinox estará disponível em oito níveis de acabamento: L 1.5L Turbo, LS 1.5L Turbo, LT 1.5L Turbo, LT 1.6L Turbo Diesel, LT 2.0L Turbo, Premier 1.5L Turbo, Premier 1.6L Turbo Diesel, e o Premier 2.0L Turbo. Cada nível de acabamento terá sua própria lista de equipamentos padrão:

#### L / 1SM
Motor de Quatro Cilindros (I4) Turbocharged Inline de 1,5 L, transmissão automática de seis velocidades, pneus para todas as estações de dezessete polegadas, jantes de liga leve de alumínio de dezessete polegadas, sistema de infoentretenimento Chevrolet MyLink (7.0 ")  tela sensível ao toque, rádio AM / FM, Bluetooth com áudio estéreo sem fio A2DP, Apple CarPlay e Android Auto, integração USB e conectividade OnStar 4G LTE, sistema de câmera de visão traseira, sistema de áudio de seis alto-falantes, vidros elétricos e porta fechaduras, entrada sem chave, sistema de acesso sem chave, ignição sem chave com acionamento por botão e superfícies de assentamento de tecido premium. Não há opções disponíveis para este acabamento, sendo a versão "base" do Chevrolet Equinox e destinada a compras de frota, mas ainda é disponível para venda ao público O acabamento base só está disponível com tração dianteira (FWD) e em apenas três cores (somente neutras).

#### LS / 1LS
Pneu sobresselente compacto de dezasseis polegadas com roda sobresselente em aço. As opções disponíveis são limitadas para este acabamento, sendo um dos acabamentos menos caros do Chevrolet Equinox, mas ainda vem com alguns pacotes (um dos quais inclui o vidro de privacidade) e adiciona mais opções de cores.

#### LT / 1LT
Motor de quatro cilindros em linha Turbocharged 2.0L opcional com transmissão automática de 9 marchas, AWD opcional, rádio via satélite Sirius XM, assento de balde do motorista dianteiro com ajuste de potência, partida remota, lâmpadas de cabeça dianteira High-density Discharge (HID) e couro seletor de engrenagens de transmissão. As opções disponíveis incluem um sistema de infotainment Chevrolet MyLink de oito polegadas (8,0 ") e tecnologias avançadas de assistência ao motorista.

#### Premier / 1LZ
Motor de quatro cilindros em linha Turbocharged 2.0L opcional com transmissão automática de 9 velocidades, AWD opcional, pneus para todas as estações de dezoito polegadas, sistema de informação e entretenimento em polegadas de alumínio de oito polegadas Sistema de informação e entretenimento Chevrolet MyLink (8,0 ") tela, rádio AM-FM, rádio HD, rádio via satélite SiriusXM, Bluetooth com áudio estéreo de streaming A2DP, Apple CarPlay e Android Auto, recursos de carregamento sem fio, integração USB e conectividade OnStar 4G LTE), sistema remoto de arranque de veículo superfícies de assento aparadas, assentos de balde dianteiros duplos aquecidos, sistema de auxílio de estacionamento traseiro, volante revestido em couro, faróis de neblina montados na frente, faróis dianteiros LED e faróis traseiros traseiros LED, e porta traseira traseira elétrica. Sistema de áudio Bose Premium de sete alto-falantes e tecnologias avançadas de assistência ao motorista.
Também haverá um pacote de aparência disponível no Equinox conhecido como Redline Edition. O Redline Edition só está disponível no trim sem o teto solar panorâmico ou motor a diesel. A Redline Edition estará disponível em outubro de 2017.

### Holden Equinox

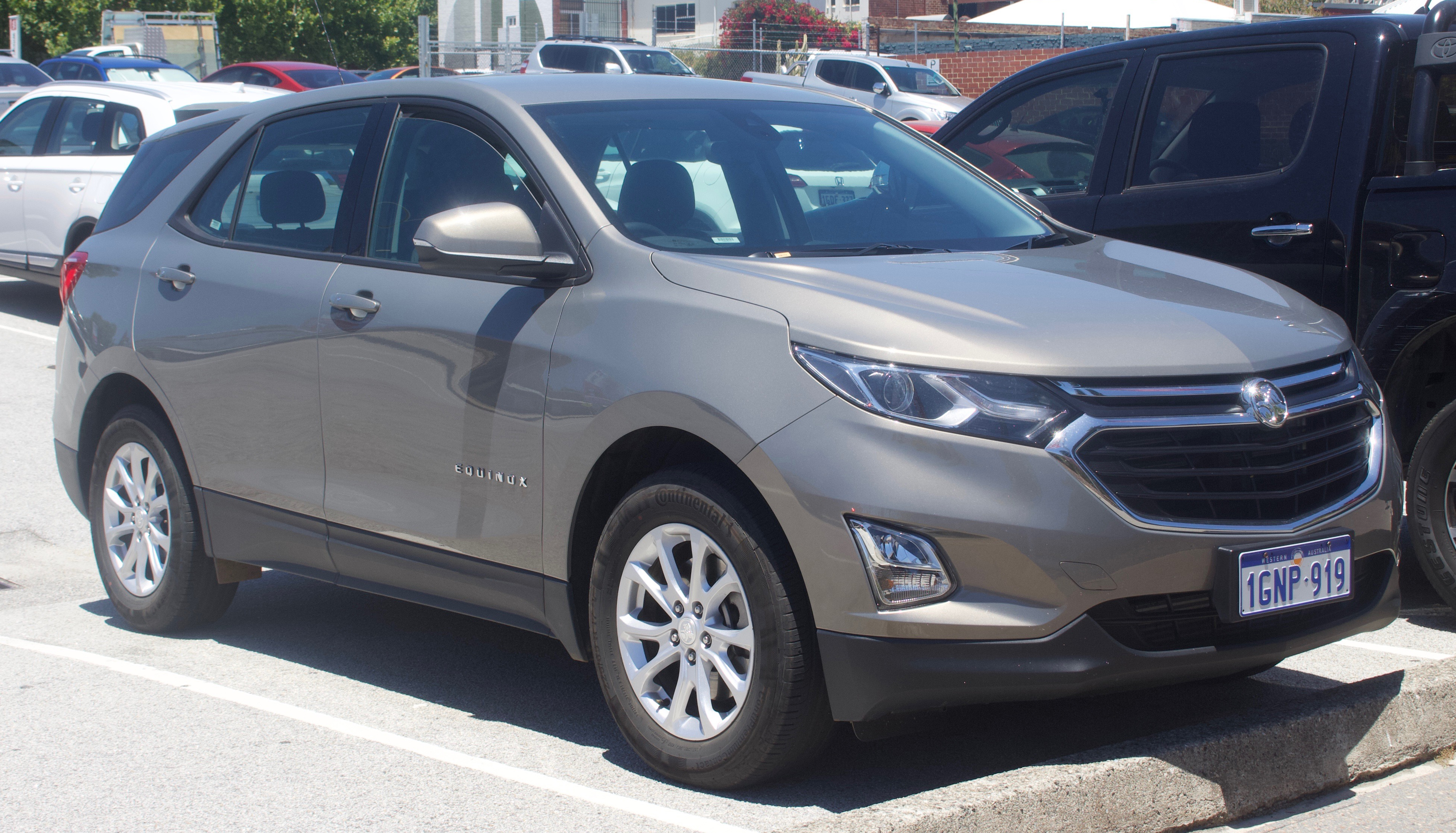
2018 Holden Equinox (EQ) LS

Holden lançou o Holden Equinox (série EQ) na Austrália em novembro de 2017, com os primeiros carros programados para chegar em dezembro. Está disponível com um motor de 1,5 L com turbocompressor nos modelos LS e LS + de base, enquanto o modelo mais potente de 2,0 L com turbocompressor está disponível para todos os outros modelos - LT, LTZ e LTZ-V. O motor turbo-diesel de 1,6 L será lançado em 2018. Ele é produzido na unidade de montagem da GM em Ramos Arizpe, no México.
O Equinox será vendido ao lado do Holden Acadia, de sete lugares, conhecido como o GMC Acadia nas Américas, em vez do Chevrolet Traverse, que fica acima do Equinox em alguns mercados Chevrolet.
Em 17 de outubro de 2018, a Holden interrompeu a produção no Equinox devido a vendas lentas e estoque não vendido em suas concessionárias.

## Vendas
| Ano  | Estados Unidos | Brasil |
| ---- | -------------- | ------ |
| 2004 | 84,024         |        |
| 2005 | 130,542        |        |
| 2006 | 113,888        |        |
| 2007 | 89,552         |        |
| 2008 | 67,447         |        |
| 2009 | 86,148         |        |
| 2010 | 149,979        |        |
| 2011 | 193,274        |        |
| 2012 | 218,621        |        |
| 2013 | 238,192        |        |
| 2014 | 242,242        |        |
| 2015 | 277,589        |        |
| 2016 | 242,195        |        |
| 2017 | 290,458        | 1,214  |
| 2018 | 332,618        | 5,090  |
| 2019 | 346,048        | 4,631  |
| 2020 | 270,994        |        |
| 2021 | 165,323        |        |

## Galeria

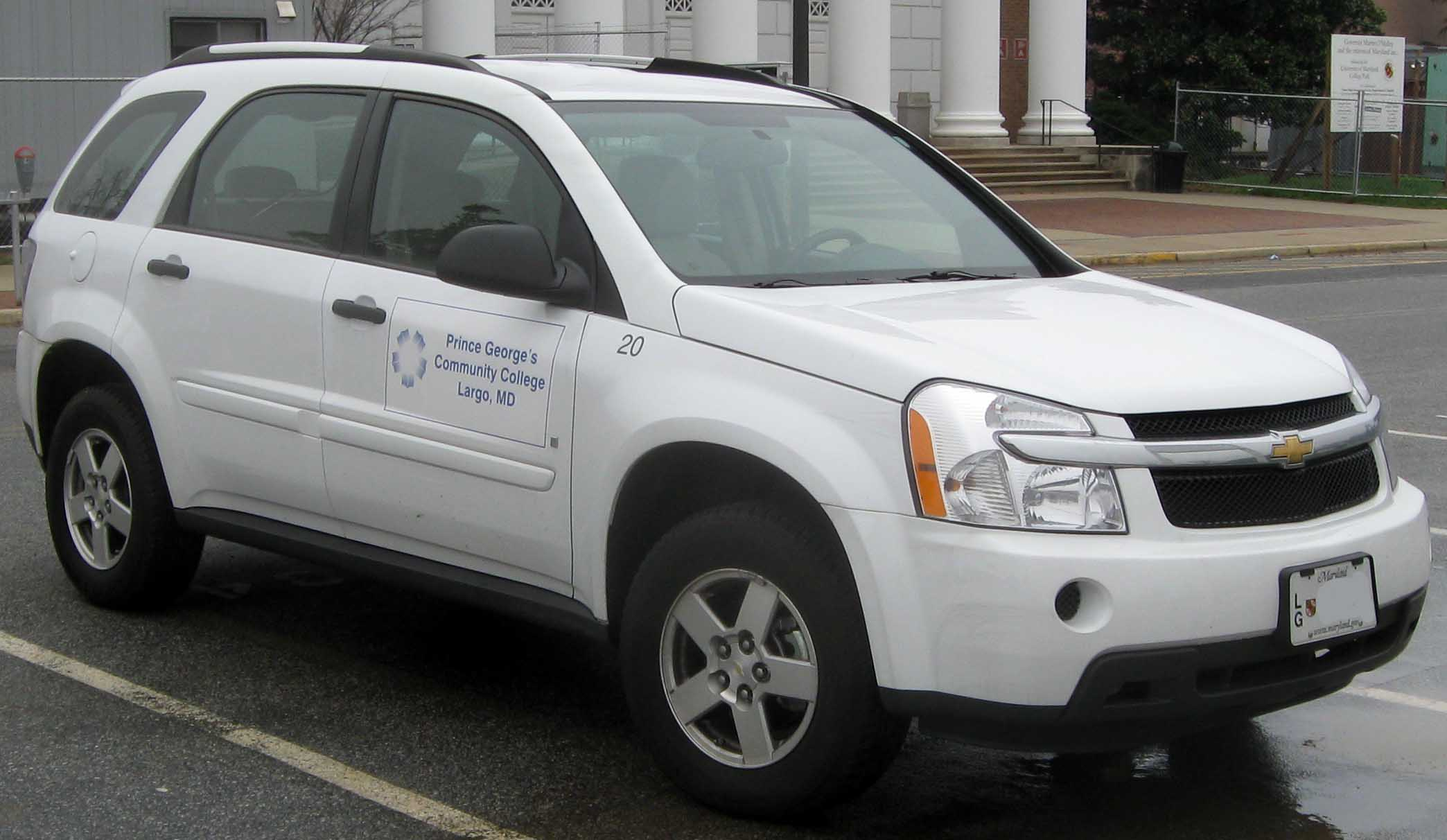
Primeira geração (2004-2009)
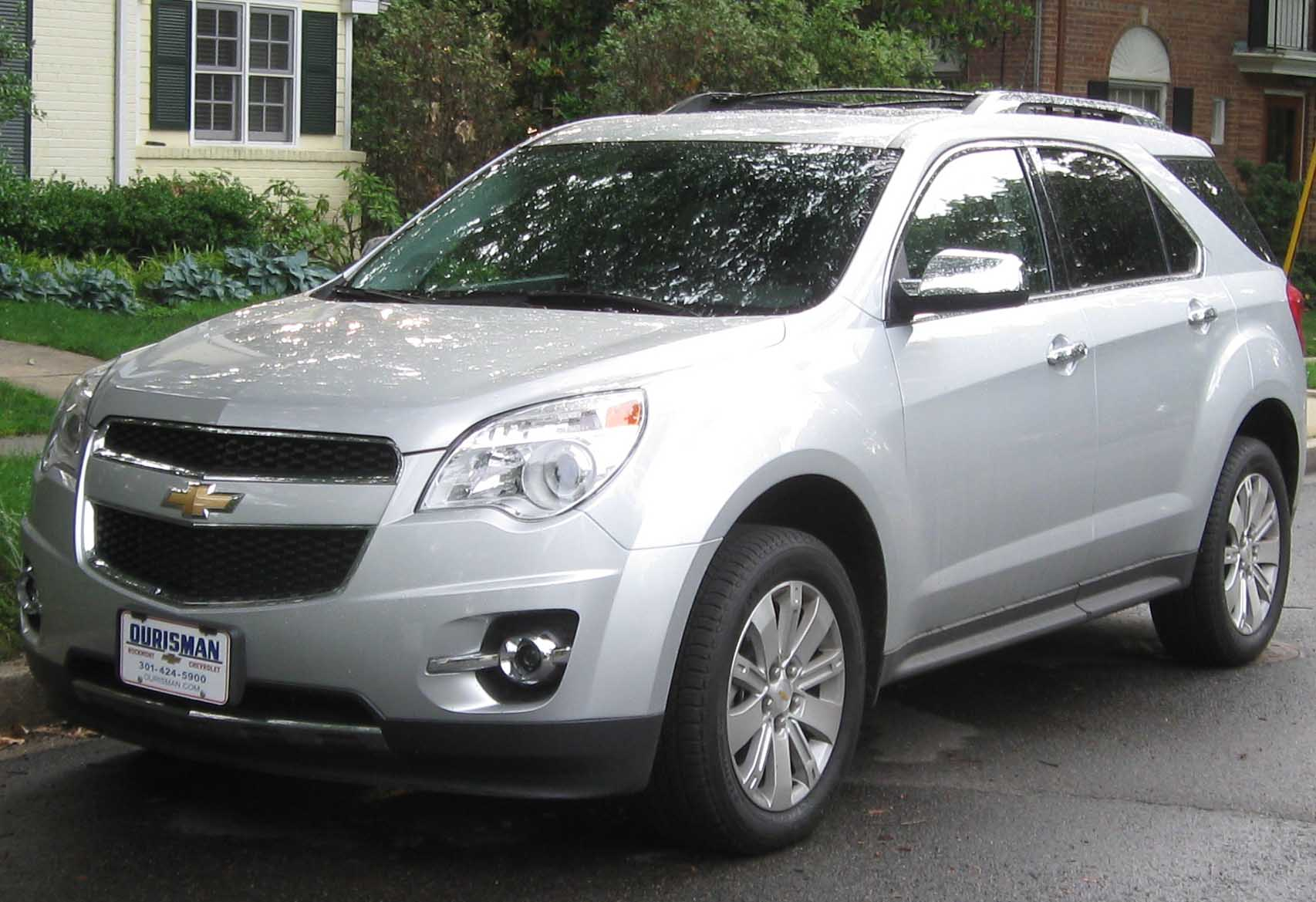
Segunda geração (2009-2017)
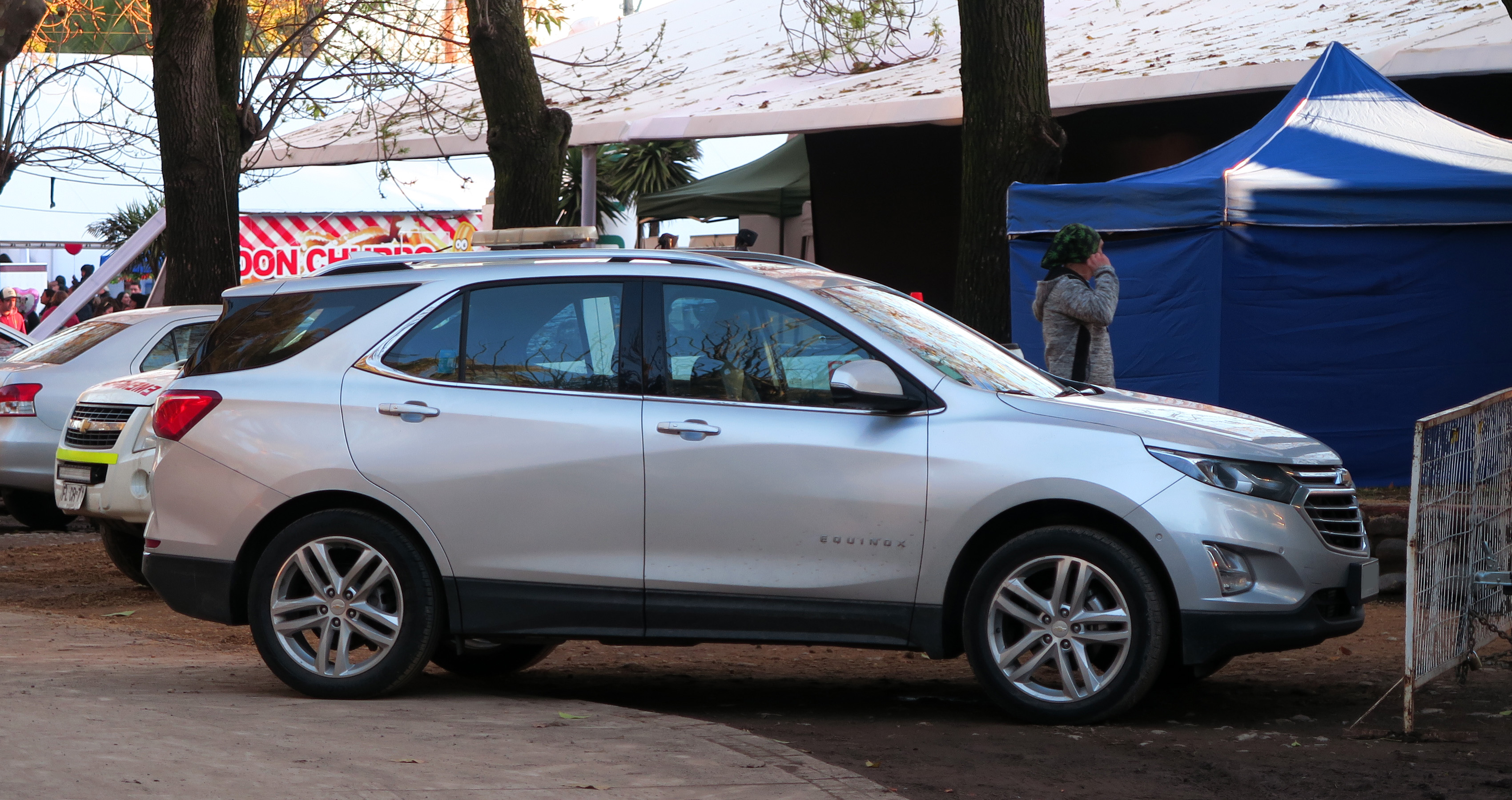
Terceira Geração (2017–presente)